# Герлах II фон Долендорф
Герлах II (III) фон Долендорф (на немски: Gerlach II (III) zu Dollendorf; * пр. 1267; † 1310) е благородник, господар на Долендорф, днес част от Бланкенхайм и на замък Кроненбург, днес в Далем в Айфел.

## Произход
Той е син на Герлах I фон Долендорф († 1260/ пр. 1264) и Мехтилд фон Изенбург († 1290), дъщеря на Хайнрих I фон Изенбург († ок. 1227) и съпругата му Ирмгард фон Бюдинген († сл. 1220), дъщеря на Хартман фон Бюдинген († 1195).
Фамилията му живее до средата на 15 век в замък Долендорф, днес част от Бланкенхайм. Катарина фон Долендорф († сл. 1454), правнучка на синът му Йохан фон Долендорф-Кроненбург, е наследничка на Долендорф, омъжена пр. 20 юни 1429 г. за Годарт I фон Бранденбург, господар на Майзенбург, Бранденбург и Долендорф († сл. 23 юли 1457).

## Фамилия
Първи брак: пр. 7 януари 1279 г. с графиня Аделхайд фон Куик-Арнсберг (* пр. 1278; † сл. 1281), дъщеря на граф Готфрид III фон Арнсберг († 1284/1287) и втората му съпруга графиня Аделхайд фон Близкастел († 1272). Те имат три деца:
- Герлах фон Долендорф (* пр. 1295; † сл. 1310)
- Йохан фон Долендорф-Кроненбург (* пр. 1302; † сл. 26 октомври 1327), господар на Кроненбург-Долендорф, рицар, женен ок. 1303 г. за Луция фон Нойербург (* ок. 1284; † сл. 1327), дъщеря на граф Фридрих III фон дер Нойербург († сл. 1330) и Елизабет († сл. 1326)
- Елизабет/Лиза фон Долендорф († сл. 27 май 1339), омъжена пр. 15 септември 1310 г. за Йохан II фон Браунсхорн-Байлщайн († 3/5 юни 1347), син на Йохан I фон Браунсхорн († 1284) и Аделхайд фон Керпен († 1284)

Втори брак: ок. 1285 г. с графиня Рихардис Луф фон Клеве († сл. 1326), дъщеря на граф Дитрих Луф фон Клеве-Саарбрюкен († 1277) и Лаурета фон Саарбрюкен († 1270). Те имат пет деца:
- Дитрих Луф фон Долендорф († пр. 1332), господар на Гладбах и Кроненбург, рицар
- Рихардис фон Долендорф († сл. 13 декември 1353), омъжена за Арнолд I фон Боланд († сл. 1349)
- Вилхелм
- Герлах, каноник в Св. Гереон в Кьолн
- Йохан, каноник в Св. Гереон в Кьолн

Герлах II фон Долендорф има две незаконни деца:
- Хайнрих, каноник в Ст. Мариенгаден в Кьолн, Св. Флорин в Кобленц и Св. Касиус в Бон
- Мехтилд, дяконка на Вилих